# ديانا برايس
ديانا ماري برايس (من مواليد 8 يونيو 1993) هي رياضية أمريكية في ألعاب القوى تتنافس بشكل أساسي في رمي المطرقة. أفضل رقم شخصي لبرايس في رمي المطرقة هو 80.31 مترًا (263 قدمًا و 5 بوصات)، وهو الرقم القياسي الأمريكي، الذي تم تسجيله في التجارب الأولمبية الأمريكية لعام 2021. صنفتها الرمية كثاني أفضل رامية نسائية في التاريخ.
في فبراير 2021، حطمت برايس الرقم القياسي العالمي للسيدات في رمي وزن 25 رطلاً بأسلوب المطرقة داخل الصالات. ألقت برايس، الرياضية السابقة بجامعة جنوب إلينوي، الوزن 85-4¼، محطمة الرقم القياسي السابق 83-11½ الذي سجلته جوين بيري في عام 2017.
تنافست في دورة الألعاب الأولمبية الصيفية 2024. في حدث رمي مطرقة للسيدات على ستاد دو فرانس وحلت في المركز الثالث في الترتيب النهائي في مرحلة التصفيات، لتتأهل إلى المرحلة النهائية وانهت المسابقة في المركز الحادي عشر.